# Tenzin Wangchuk Khan
Tenzin Wangchuk Khan was een Mongoolse kan van de Khoshut-Mongolen, een onderstam van de Oirat-Mongolen. Hij was de zoon van Dalai Khan die hij opvolgde van 1701 tot 1703. In dat jaar werd hij vergiftigd door zijn broer Lhabzang die daarop de macht van hem overnam.